# São Veríssimo, Santa Máxima et Santa Júlia
Pour les articles homonymes, voir Veríssimo.

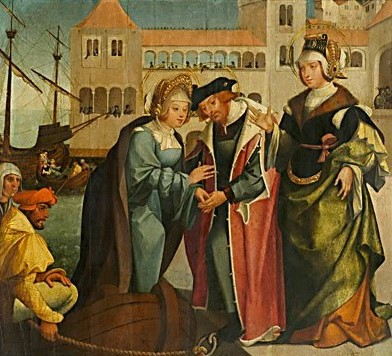
Verissimus, Maxima et Julia débarquent à Lisbonne (Garcia Fernandes, vers 1530)

São Veríssimo, Santa Máxima, Santa Júlia sont trois saints frère et sœurs qui furent martyrisés à Lisbonne vers 303, à l'époque du règne de l'Empereur romain Dioclétien (284 - 305).
Ces trois saints sont fêtés le 1er octobre.

## Autres noms
fr : saint Vérissime, sainte Maxime, sainte Julie.

lt : Sanctus Verissimus, Sancta Maxima, Sancta Julia.

## Biographie
Le culte de ces trois martyrs naquit de façon mystérieuse. S'il eut pour origine Lisbonne, il s'étendit vers Coimbra, Braga, Porto. Veríssimo est le saint patron des paroisses de Paranhos, Valbom, Nevolgilde, Lagares (Felgueiras), Amarante. La plus ancienne référence à ce culte se trouve dans le martyrologe d'Usuard (858). Il se pourrait que les saints fussent déjà dans les calendriers 200 ans après leur martyre. On continua à leur vouer un culte pendant la domination arabe. Osberno, dans un récit sur de la conquête de Lisbonne, évoqua les ruines du sanctuaire qui leur était dédié.
La vie de ces saints reste légendaire. Lors de persécutions de l'empereur romain Dioclétien, ces trois personnes se présentèrent de leur propre volonté à l'exécuteur des édits impériaux, pour reconnaître leur foi chrétienne. Malgré les menaces, ils refusèrent de renier leur foi et furent emprisonnés. Le juge les fit torturer : coups de fouet, chevalet, ongles de fer (?), lames chauffées à blanc. Les trois saints résistaient toujours, il ordonna alors de les faire traîner dans toute la ville et de les égorger. Ils ne furent pas enterrés, mais laissés en pâture aux chiens et aux oiseaux. Comme les bêtes sauvages ne touchaient pas les corps, le juge décida de les mettre à la mer, les pieds liés à des pierres. Les bateaux n'étaient pas encore de retour que les dépouilles des saints furent retrouvés sur la plage. Les Chrétiens les recueillirent et les enterrèrent. Aujourd'hui, l'église Igreja dos Santos du monastère Mosteiro de Santos-o-Novo  se dresse sur leur sépulture.
En 1529, le commandeur Don Ana de Mendonça ordonna de placer les reliques dans un coffre d'argent, sur le côté droit de l'autel principal, avec l'épitaphe : « Sépulture des saint martyrs S. Verissimo, Santa Maxima & Iulia, enfants d'un sénateur de Rome, venus en cette ville pour recevoir le martyre, par la révélation de l'Ange. Ci-gît dans cette sépulture leurs propres corps saints, lesquels souffrirent il y a 1350 ans et furent apportés en cette demeure. ». En vérité, nul ne peut affirmer avec certitude l'origine de ces trois saints. Pourtant, l'iconographie s'inspire de la légende : les 3 martyrs sont représentés habillés de vêtements romains. On peut les voir sur le triptyque datant du XVIIe, exposé dans l'église.

## Voir également